# West Buckland (Devon)
West Buckland es un pequeño pueblo (antigua casa señorial) situada a 13 kilómetros (8 millas) al este-sur-este de Barnstaple, en el norte de Devon, Inglaterra. La ciudad más cercana es South Molton y al noreste se encuentra la aldea de Elwell.
| Distrito        | East and West Buckland |
| Región          | North Devon            |
| Condado         | Devon                  |
| Situación       | Sur Este               |
| País            | Inglaterra             |
| Estado Soberano | Reino Unido            |

## Historia
El señorío pertenecía a la propiedad de Fortescue, su dueño era el conde Fortescue de Castle Hill, Filleigh, donde residía en una enorme casa de campo. Previamente, un comerciante y miembro del parlamento muy influyente de Barnstaple, John Delbridge (1564-1639) adquirió el palacete gracias al apoyo de la iglesia.

## Cómo llegar
Se llega siguiendo un largo camino serpenteante, que es, en su mayoría, de un sentido. 
Esta ruta se coge desde la A361 North Devon Link Road.

## Instalaciones
Hasta el año 2008 el pueblo tenía una oficina de correos pero actualmente, esta función se lleva a cabo en la iglesia martes y jueves de 14:30-16:00. West Buckland fue uno de los primeros pueblos en llevar a cabo este cambio. Tiene un nuevo salón municipal, un taller-gasolinera que ya no ofrece gasolina y carece de posadas.

## Escuela de West Buckland
Este pueblo es conocido por darle nombre al colegio privado West Buckland School situado a 1km hacia este del mismo. El jugador de cricket, Harold Gimblett y el atleta de triple salto con el récord del mundo, Jonathan Edwards estudiaron aquí. El colegio consta de escuela primaria, tres casas en las que se quedan los internos y el colegio en sí, en el que se imparten las clases, todo esto en un campus de más de 400.000 metros cuadrados. Lo que más visitantes de la zona local atrae es la pequeña parroquia. El tráfico en los días lectivos incluye una flota de autobuses que atraviesan los estrechos caminos del pueblo dos veces al día.

## Festival de West Buckland
En septiembre se celebra un festival "Festival of Music, Art and Entertainment (enlace roto disponible en Internet Archive; véase el historial, la primera versión y la última)." (festival de música, arte y entretenimiento) de cuatro días de duración que está ganando prestigio poco a poco. En él participan tanto locales como personas de todo el mundo y se organiza una exhibición de artesanía con éxito creciente y varios talleres.